# Septa du testicule
Chaque lobule du testicule est contenu dans l'un des intervalles entre les septa fibreux qui s'étendent entre le testicule médiastin et la tunique albuginée, et se compose d'un à trois, ou plus, de minuscules tubes contournés, les tubes séminifères.

## Images supplémentaires

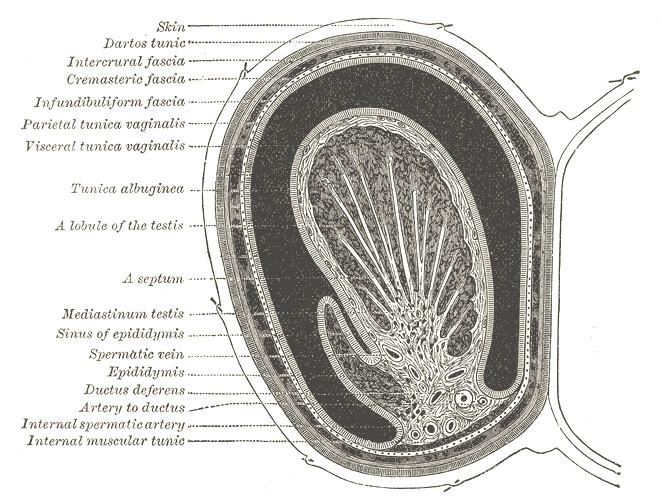
Coupe transversale passant par le côté gauche du scrotum et le testicule gauche.
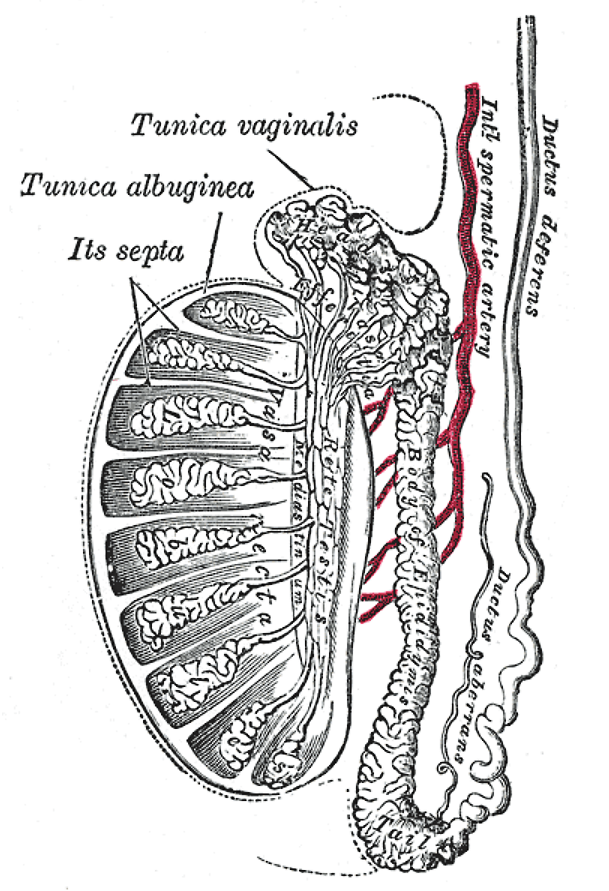
Coupe verticale du testicule, pour montrer la disposition des conduits.

## Sources et références
- Cet article comprend du texte dans le domaine public issu de la 20e édition de Gray's Anatomy (1918).